# هدیه عباس
هدیه خلف عباس (متولد ۱۹۵۸ در استان دیرالزور _ درگذشتهٔ ۱۳ نوامبر ۲۰۲۱) سیاستمدار سوری بود. وی نخستین زنی بود که منصب ریاست مجلس خلق سوریه را از زمان تأسیس آن در ۱۹۱۹م به عهده گرفت. وی در نخستین جلسه پارلمان پس از انتخاباتی که در ۱۳ آوریل ۲۰۱۶ برگزار شد به عنوان رئیس مجلس انتخاب شد. وی دارای دکترا در مهندسی کشاورزی از دانشگاه حلب بود و پیش از این عضو رهبری شاخه حزب سوسیالیستی بعث در استان دیرالزور در مدت بین ۱۹۸۸ و ۱۹۹۸ میلادی بود.
عباس در ۱۳ نوامبر ۲۰۲۱ بر اثر سکته قلبی درگذشت.